# Dammtjärnen (Kolsva socken, Västmanland)
Dammtjärnen är en sjö i Köpings kommun i Västmanland och ingår i Norrströms huvudavrinningsområde. Sjön är 4,2 meter djup, har en yta på 0,02 kvadratkilometer och är belägen 83 meter över havet.